# The Show Must Go On
"The Show Must Go On" (em português "O Show Deve Continuar") é uma single do álbum Innuendo, da banda de rock inglesa Queen. A música foi lançada um mês antes de Freddie Mercury morrer de broncopneumonia causada pela AIDS, em 24 de novembro de 1991.
Escrita por Brian May, a canção narra o esforço de Freddie Mercury em continuar a gravar e cantar apesar da aproximação do fim de sua vida. O artista estava morrendo de complicações relacionadas à AIDS, embora sua doença ainda não tivesse sido tornada pública. O cantor estava mal, e mal podia andar quando a banda gravou a música em 1990. Brian tinha dúvidas se Mercury estava fisicamente capaz de cantá-la. Em resposta, Freddie gravou-a em um único take, numa das interpretações vocais mais notáveis do artista em seus últimos anos.
O videoclipe da música consistiu de uma montagem feita com trechos de vários outros clipes do Queen, lançados de 1981 até 1991, dentre eles I Want To Break Free, Radio Ga Ga e The Miracle. Nenhuma outra gravação nova foi feita para o vídeo, devido ao estado quase terminal de Freddie Mercury. 
A música foi tocada num concerto realizado no estádio de Wembley, em 20 de abril de 1992, em memória à Freddie Mercury nos vocais de Elton John.

## Paradas
| País          | Posição (1991) |
| ------------- | -------------- |
| França        | 2              |
| Polónia       | 7              |
| Itália        | 6              |
| Alemanha      | 7              |
| Países Baixos | 7              |
| Suíça         | 11             |
| Reino Unido   | 16             |
| Canadá        | 18             |
| Suécia        | 30             |
| Austrália     | 40             |

## Ficha técnica
- Freddie Mercury - vocais
- Brian May - guitarra, vocais de apoio, teclado e programação
- Roger Taylor - bateria, vocais de apoio
- John Deacon - baixo